# شرکت ترنسپاد
شرکت ترنسپاد (به انگلیسی: TransPod Inc) یک شرکت کانادایی است که در زمینه طراحی و تولید وسایل و فناوری حمل و نقل با سرعت بالا فعالیت می‌کند. وسایل نقلیه ترنسپاد بنحوی طراحی می‌شوند که بتوانند با سرعت بالای ۱۰۰۰ کیلومتر بر ساعت بین دو شهر حرکت کنند، برای حمل مسافر سریع تر از هواپیمایی جت، با استفاده از پیشرانه الکتریکی، و مصرف صفر از سوخت فسیلی. این خلق یک تکنولوژی جایگزین سریع و بدون کربن برای هواپیماهای جت و خودروها است.
سیستم لوله ترنسپاد بر اساس وسایل نقلیه هوافضا، مشابه بدنه هواپیما طراحی شده‌است، و برای حمل مسافر و بار استفاده می‌شود. وسایل نقلیه ترنسپاد در میان لوله که مشابه سیستم هایپرلوپ است سفر می‌کنند، اما با چندین بهینه‌سازی کلیدی. سیستم لوله ترنسپاد بجای بلبرینگ‌های هوایی (Air Bearing) برای پایداری بیشتر در مقایسه با هایپرلوپ براساس شناور مغناطیسی (Magnetic Levitation) طراحی شده‌است.
در ماه نوامبر ۲۰۱۶, ترنسپاد اعتباری به مبلغ ۱۵میلیون دلار از شرکت Angelo Investments، یک هلدینگ فناوری پیشرفته ایتالیایی متخصص در زمینه فناوری پیشرفته برای راه‌آهن، فضا و صنایع هوایی، دریافت کرد. از آن زمان تا کنون بعلاوه دفتر تورنتو کانادا، با گسترش شرکت، دفاتر در تولوز فرانسه و باری ایتالیا افتتاح شده‌است.
در سپتامبر ۲۰۱۷، ترنسپاد یک مقاله در مجله علمی Procedia Engineering منتشر کرد. این مقاله که در کنفرانس EASD EURODYN در سال ۲۰۱۷ معرفی و ارئه شد، فیزیک سیستم ترنسپاد را تشریح می‌نماید.

## فناوری
سیستم لوله ترنسپاد در حال توسعه برای حمل وسایل نقلیه با سرعت بالای ۱۰۰۰ کیلومتر بر ساعت است. اعلام شده در سال ۲۰۱۶ سیستم ترنسپاد شامل سیستم‌های آیرودینامیک و نیروی محرکه برای کاهش اصطکاک در مقایسه با قطار، ماشین و هواپیمای جت است که بتواند با سرعت بیشتر مسافر حمل کند.
به منظور دستیابی به نیروی بدون سوخت فسیلی، کپسول‌های ترنسپاد از تکنولوژی موتور القایی خطی با سیستم کنترل زمان واقعی و سیستم فضای حساس استفاده می‌کنند.
کپسول مسافری دارای صندلی است، در حالی که کپسول باربری دارای داخلی برای حمل بار است. هر کپسول شامل یک بدنه مشابه سازه بدنه هواپیما، تحت فشار برای گردش و کنترل هوا است و شامل سیستم‌های پیشرانه، هدایت و کنترل برای عمل در سرعت‌های بیش از ۱۰۰۰ کیلومتر برساعت درداخل لوله محافظت شده‌است. برای مسافرت دو طرفه از دو لوله مشابه در کنار هم استفاده می‌شود.
سیستم لوله ترنسپاد متمایز از مفهوم هایپرلوپ ارائه شده توسط کاغذ سفید هایپرلوپ آلفاایلان ماسک است. بر خلاف هایپرلوپ، سیستم ترنسپاد از میدان الکترومغناطیسی متحرک برای حرکت و شناوری پایدار استفاده می‌کند و نه از هوای فشرده.
ترنسپاد اعلام کرده‌است که پیشرفت‌های بیشتری نسبت به هایپرلوپ داشته باشد. مدیر ارشد فناوری ترنسپاد رایان جنزن، اعلام کرده‌است که سیستم ترنسپاد «نسل بعدی» و از «تکنولوژی جدید» استفاده می‌کند. تکنولوژی‌های جدید اعلام شده شامل سیستم‌های فوق مدرن سنجش ، کنترل، و پیشرانه می‌باشند.
وسایل نقلیه ترنسپاد از کف بدنه لوله به سمت بالا شناور شده و به وسیله میدان‌های الکترومغناطیسی متحرک به جلو رانده می‌شود. با تغذیه جریان‌های متغیر الکتریکی در کویل اطراف قطب‌های آهنی میدان‌های مغناطیسی که بین سازه لوله و اجزای داخلی کپسول عمل می‌کنند ایجادمی‌شوند.
جلو کپسول دارای یک کمپرسور محوری است که مشابه دهانه موتور جت است که با نیروی الکترونیکی کار می‌کند. این
کمپرسور برای کاهش مقاومت هوا هنگام حرکت کپسول در لوله است. حتی در فشار کم هوا، مقدار کمی هوا در لوله وجود دارد که در سرعت بالا ایجاد مقاومت می‌کند. این کمپرسور جریان هوا را با سرعت بالا از طریقه یک لوله متصل شده به عقب کپسول انتقال می‌دهد و از یک خروجی مشابه به موتور موشک ان را خارج می‌کند.
در سرعت بالا، نیروهای دینامیکی کپسول با یک سیستم هدایت داخلی کنترل می‌شوند. انحرافات در مسیر حرکت با ترکیبی از حسگرهای داخلی و سنسورهای نوری تشخیص داده می‌شود. سیستم‌های ترنسپاد از اختراعات جدیدی از جمله پردازش حسی فضا و الگوریتم‌های بینایی رایانه‌ای در زمان واقعی استفاده می‌کنند.
سیستم ترنسپاد کاملاً الکتریکی طراحی شده‌است تا به کاهش وابستگی به سوخت فسیلی و انتشار گازهای گلخانه ای کمک کند. این سیستم اتلاف سوخت را در مقایسه با هواپیماهای جت خطوط هواپیمایی حذف می‌کند، که به میزان زیاد سوخت نیاز دارند تا به ارتفاع بالا برسند، که میزان قابل توجهی از مصرف سوخت برای پروازهای کوتاه برد است. فناوری این شرکت طراحی شده‌است که با انرژی‌های تجدید پذیر از جمله تولید انرژی خورشیدی سازگار باشد، که به عنوان مکمل به شبکه برق منطقه ای متصل شده‌است. ترنسپاد اظهارمیدارد که هدف از این کار کاهش انتشار کربن است.
در نمایشگاه InnoTrans Rail در سال ۲۰۱۶ در برلین، برای اولین بار ترنسپاد وسیله نقلیه خود را در کنار تکنولوژی Coelux، که نوعی جلوه مصنوعی نور طبیعی خورشید در داخل کپسول مسافربری است قرار داد.

## سازمان

### تأمین مالی و مشارکت
در ماه نوامبر ۲۰۱۶, ترنسپاد مبلغ ۱۵میلیون دلار از شرکت Angelo Investments دریافت کرد، این شرکت بر سرمایه‌گذاری‌های طولانی مدت در بخش‌های پیشرفته تمرکز می‌کند و با شرکت‌ها در مرحله طراحی و اجرای استراتژی و توسعه محصول همکاری می‌کند.
سرمایه‌گذاری آنجلو همچنین قابلیت‌های مکمل منحصر به فرد برای رقابت و قابلیت‌های فنی برای ترنسپاد فراهم می‌کند. به عنوان بخشی از مشارکت، شرکت‌های عضو آنجلو SITAEL, MERMEC و هواپیمایی Blackshape به شرکای اصلی صنعتی ترنسپاد تبدیل خواهند شد. با بیش از ۱۰۰۰ کارمند بین‌المللی که ۶۵۰ نفر آن‌ها مهندسان هستندد، آن‌ها برای توسعه و آزمایش سیستم لوله ترنسپاد همکاری خواهند کرد.
دفتر تورنتو ترنسپاد در مرکز MaRS قرار دارد، خانه محله MaRS Discovery - بزرگترین مرکز نوآوری شهری. کشف اصلی انسولین و اولین پیوند دوگانه ریه جهان در این منطقه در تورنتو صورت گرفت. ۵ جایزه نوبل در این محله به فاصله چند بلوک از هم بدست آمده‌است .MaRS بمنظور ارائه زمینه لازم برای فعالیت شرکت‌های نوبنیاد، پژوهشگران و نوآوران با شرکای دولتی و شرکت‌ها کار می‌کند.
دفتر ایتالیایی ترنسپاد در بری ایتالیا، خانه شرکای تجاری و صنعتی Angelo Investments است. ترنسپاد درآنجا با SITAEL, Blackshape و MERMEC برای آزمایش و توسعه کار می‌کند.
اداره فرانسوی ترنسپاد در تولوز واقع است، مرکزی برای صنعت هوافضای اروپا. ترنسپاد با IKOS یک مؤسسه مهندسی و REC Architecture همکاری می‌کند که هر دو در مرکز منطقه تولوز قرار دارند.
در ژوئن ۲۰۱۷, ترنسپاد همکاری با Liebherr-Aerospace را اعلام کرد برای حمایت از تحقیق، توسعه، و تولید سیستم‌های جدید حرارتی کابین و کپسول صرفاً برای سیستم TransPod که به منظور ایمنی، بهره‌وری و راحتی مسافران، طراحی شده‌است.

### مدیران
سباستین گندرون (Sebastian Gendron) مدیر عامل شرکت ترنسپاد، در سال ۲۰۱۵ با مؤسس همراه خود این شرکت را تأسیس کرد. او بیش از ۱۳ سال تجربه در همکاری با تولیدکنندگان حمل و نقل جهانی از قبیل Bombardier Inc. , Safran و Airbus دارد.
Ryan Janzen مدیر ارشد فناوری ترسپاد است و با مؤسس همراه خود این شرکت را تأسیس کرد. جانزن همچنین آهنگساز موسیقی ارکستر است و اولین موسیقیدان خلق کننده موسیقی هیدرولیفون بود.

## مسیرهای برنامه‌ریزی شده حمل و نقل برای ترنسپاد
ترنسپاد در حال توسعه مسیرها در سراسر جهان، و در حال طراحی اشکال خطوط بین شهرهای بین‌المللی است. برای مثال، در کانادا، خطوط ترنسپاد برای مسیرهای تورنتو ـ مونترال ,تورنتوـ ویندزور، و تورنتوـ واترلو در انتاریو و کبک، و مسیر کالگری-ادمونتون در آلبرتا کانادا در حال طراحی هستند. ترنسپاد در حال آماده‌سازی برای ساخت یک مسیر آزمایشی برای کپسولهای خود در کانادا است. این مسیر که قابل ادامه بوده و می‌تواند به عنوان بخشی از یک مسیر کامل محسوب شود، ساخت آن منوط به تأمین سرمایه لازم توسط ترکیبی از منابع خصوصی و دولتی است.
در ماه ژوئن ۲۰۱۷ اولین طرح برای یک ایستگاه ترنسپاد، در مرکز حمل و نقل آینده در مرکز شهر تورنتو در منطقه پورت لاند، ر رونمایی شد. در ماه ژوئن ۲۰۱۷، دولتهای تورنتو، انتاریو و کانادا طرح سرمایه‌گذاری مشترک ۱٫۱۸۵ میلیارد دلاری را برای احیای این منطقه با ساختمان سازی و زیرساخت‌های جدید اعلام کردند. ترنسپاد با REC Architecture برای طراحی ایستگاه همکاری می‌کند.

### مسیر تورنتوـ ویندزور
در ژوئیه ۲۰۱۷، ترنسپاد یک مطالعه هزینه اولیه را منتشر کرد که نشان دهنده مکانپذیری ساختن یک خط هایپرلوپ در جنوب غربی انتاریو بین شهرهای ویندزور و تورنتو است. دولت انتاریو یک ارزیابی زیست‌محیطی خط راه‌آهن با سرعت بالا در امتداد همین مسیر را در ماه مه ۲۰۱۷ اعلام نمود. این مطالعه نشان می‌دهد که هزینه یک سیستم لوله ترنسپاد نصف هزینه پیش‌بینی شده یک خط راه‌آهن پرسرعت در طول همان مسیراست، در حالی که سرعت معمولی آن بیش از چهار برابر حد اکثر سرعت قطار با سرعت بالاست.